# Naples FBC
Naples FBC – włoski klub piłkarski, mający swoją siedzibę w mieście Neapol, na południu kraju.

## Historia
Chronologia nazw:
- 1904: Naples Foot-Ball & Cricket Club
- 1906: Naples Foot-Ball Club
- 1922: klub rozwiązano - po fuzji z Internazionale Napoli, tworząc Internaples

Klub Naples Foot-Ball & Cricket Club został założony w Neapolu pod koniec 1904 roku przez Williama Poths, angielskiego marynarza zatrudnionego w agencji morskiej Cunard Line. W 1906 zespół przyjął nazwę Naples F.B.C., a w 1908 startował w Terza Categoria, gdzie zwyciężył w grupie Campania, i uzyskał promocję do Seconda Categoria. W następnym sezonie był najlepszym w grupie Italia centromeridionale. W 1910 znów zwyciężył finale grupy Sud Italia, w 1911 ponownie zdobył tytuł campione meridionale di II Categoria. W 1912 znów występował w Seconda Categoria. W sezonie 1912/13 debiutował Prima Categoria. Najpierw zwyciężył w Campionato Campano di Prima Categoria, a potem w finale centro-meridionale przegrał w dwumeczu z S.S. Lazio. W sezonie 1913/14 był drugim w Campionato Campano di Prima Categoria, a w 1914/15 grał w półfinale Campionato Campano di Prima Categoria. Po przerwie związanej z I wojną światową w 1919 reaktywował swoją działalność. W sezonie 1919/20 zajął czwarte miejsce w Campionato Campano di Prima Categoria. Sezon 1920/21 najpierw był drugim w grupie A Campionato Campano di Prima Categoria, a potem ponownie był drugim w półfinałach międzyregionalnych. W 1921 powstał drugi związek piłkarski C.C.I., w związku z czym mistrzostwa prowadzone osobno dla dwóch federacji. W sezonie 1921/22 klub został sklasyfikowany na czwartej pozycji w rozgrywkach Sezione campana Lega Sud Prima Divisione (pod patronatem C.C.I.). W 1922 po kompromisie Colombo mistrzostwa obu federacji zostały połączone. Jednak przed rozpoczęciem sezonu 1922/23 klub połączył się z Internazionale Napoli. Po fuzji nowy klub Internaples, a Naples został rozwiązany.

## Sukcesy

### Trofea międzynarodowe
Nie uczestniczył w rozgrywkach europejskich (stan na 31-12-2016).

### Trofea krajowe
| \| \| Zdobyte trofea w rozgrywkach Włoch (stan na: 31-05-2017) \| |                                                          |      |                                                                                             |
| Rozgrywki                                                         | Osiągnięcie                                              | Razy | Sezon(y)                                                                                    |
| · Mistrzostwo                                                     | I miejsce                                                | 0    |                                                                                             |
| · Mistrzostwo                                                     | II miejsce                                               | 0    |                                                                                             |
| · Mistrzostwo                                                     | III miejsce                                              | 0    |                                                                                             |
| · Mistrzostwo                                                     | finalista                                                | 1    | 1912/13 (centro-meridionale)                                                                |
| · Puchar                                                          | zdobywca                                                 | 0    |                                                                                             |
| · Puchar                                                          | finalista                                                | 0    |                                                                                             |
| II liga                                                           | I miejsce                                                | 3    | 1909 (campionato meridionale), 1910 (campionato meridionale), 1911 (campionato meridionale) |
| II liga                                                           | II miejsce                                               | 0    |                                                                                             |
| II liga                                                           | III miejsce                                              | 0    |                                                                                             |
| Włochy                                                            | Zdobyte trofea w rozgrywkach Włoch (stan na: 31-05-2017) |      |                                                                                             |

## Stadion
Klub rozgrywa swoje mecze domowe na Stadio Agnano w Neapolu.